# 5. århundrede
4. århundrede – 5. århundrede – 6. århundrede – andre århundreder
| 400'erne | 400 | 401 | 402 | 403 | 404 | 405 | 406 | 407 | 408 | 409 |
| 410'erne | 410 | 411 | 412 | 413 | 414 | 415 | 416 | 417 | 418 | 419 |
| 420'erne | 420 | 421 | 422 | 423 | 424 | 425 | 426 | 427 | 428 | 429 |
| 430'erne | 430 | 431 | 432 | 433 | 434 | 435 | 436 | 437 | 438 | 439 |
| 440'erne | 440 | 441 | 442 | 443 | 444 | 445 | 446 | 447 | 448 | 449 |
| 450'erne | 450 | 451 | 452 | 453 | 454 | 455 | 456 | 457 | 458 | 459 |
| 460'erne | 460 | 461 | 462 | 463 | 464 | 465 | 466 | 467 | 468 | 469 |
| 470'erne | 470 | 471 | 472 | 473 | 474 | 475 | 476 | 477 | 478 | 479 |
| 480'erne | 480 | 481 | 482 | 483 | 484 | 485 | 486 | 487 | 488 | 489 |
| 490'erne | 490 | 491 | 492 | 493 | 494 | 495 | 496 | 497 | 498 | 499 |
| 500'erne | 500 |     |     |     |     |     |     |     |     |     |

Det 5. århundrede består egentlig kun af årene 401 til 500. 400-tallet, som består af årene 400 til 499 anvendes dog ofte synonymt med dette. Her er begge årstal dog medtaget i oversigten. Det er århundredet, hvor det Vestromerske rige bryder endeligt sammen, og hvor Guptariget i Indien bliver alvorligt svækket. I Danmark kan man ane indledningen til stammekongedømmer, men Skandinavien er meget plaget af småkrige.

## Oversigt

### Amerika
- Indledningen til Marajoarakulturen på øen Marajó ved Amazonflodens udløb. Den blev et af de første magtfulde fyrstendømmer i Amazonlandet mellem 400 og 1300.
- Forfædredyrkelse centreret omkring høvdingemumier fra Amazonlandet. Urner i menneskeform.

- 5. århundrede – Mayakulturens nordlige akropolis i Tikal, Guatemala, bliver bygget.
- 400 Olmeckulturen bryder sammen omkring år 400. Samtidig har Teotihuacán 250.000 indbyggere, og byen er under intensiv udbygning.
- 426: K'inich Yax K'uk' Mo' genindsat i Copan.
- 430: Vulkanen Ilopango går i udbrud, hvad der ødelægger Mayabyerne i det nuværende El Salvador.
- 450 Nazcakulturen blomstrer
- Den indfødt nordamerikanske kultur, kaldet ”Hopewellkulturen” slutter.
- 455: Byen Chichen Itza bliver grundlagt i Mexico.

### Afrika
- De første byer i området syd for Sahara (Djenné-Djenno). Djenné-Djenno udviklede sig til et regionalt centrum for handel. Man importerede jernmalm og møllestene, mens man eksporterede fødevarer (fisk og korn) i handlen med de nye byer langs ørkenens sydlige udkant.
- I det 5. århundrede fandtes følgende kongedømmer i Vestafrika: Ghana, Mali, Songhai, Benin og Ife.
- Hen mod det 5. eller 6. århundrede bosatte et jernalderfolk sig mellem floderne Zambezi og Limpopo. Disse rhodesiske smede kom fra nord, muligvis fra området ved Meroë eller syd for kongedømmet ved Aksum. De kendte til brugen af guld, kobber og stål. Man har udgravet ca. 60.000 miner i deres bosætningsområde. Denne civilisation er forløber for Zimbabwekulturen, som fik stor udbredelse fra og med det 10. århundrede.
- 415 Kristne fanatikere torturerer filosoffen Hypatia til døde i Alexandria
- 413: Sankt Augustin, biskop af Hippo og kirkefader, begynder at skrive Guds stad.
- 426 Kirkefaderen Augustin af Hippo gør sit hovedværk, De civitate Dei, færdigt.
- 429 Vandalerne invaderer Nordafrika
- 430 Kirkefaderen Augustin dør under vandalernes belejring af Hippo

- 439/440 Vandalerne erobrer Karthago
- 442 Vandalerkongen, Geiserik, underskriver en fredsaftale med Valentinian 3. om retten til Nordafrika
- 451 Kongeriget Aksum er på toppen af sin magt.
- 454 Aksum støtter den monofysittiske, koptiske patriark af Alexandria
- 477 Hunerik, vandalernes arianske konge forfølger katolikker
- Ca. 500 Bantufolket når frem til Sydafrika med tamkvæg og jernudvinding
- Afrikanske og indonesiske nybyggere når frem til Madagaskar

### Centralasien
- Tyrkiske folk (T'u-kiue) i Altai-bjergene.
- Skabelsen af Avarernes rige, (Ruanruan), der strakte sig fra Korea til Irkutsk.
- Attila, hunnernes konge (ca. 406-453)

- 440 Heftalitterne (= “de hvide hunner”, senere kendt i Europa som avarerne) flytter sydpå fra Altajområdet og besætter Transoxanien, Baktrien, Khushan og den østlige del af Sassanideriget.
- 450 De "hvide hunner" angriber Sassanideriget.
- Ca. 460 Heftalitterne besejrer khushanriget og invaderer Indien.
- 469: Dengizich, den sidste khan af hunnerriget, dør.
- 480 De hvide hunner fra Transoxanien invaderer Guptariget. Nestorianismen når til Indien
- 488 De hvide hunner besejrer og dræber kongen af Sassanideriget, men riget består fortsat

### Østasien
- Højdepunkt for kongedømmet Koguryo (Korea) under herskerne Kwanggaet'o Wang den Store og hans søn, Changsu Wang.
- Sillakulturens kongegrave i Korea.
- Kongeriget Yamato i Japon. Yamato-klanen behersker Nara-området midt på øen Honshū og breder sig sydpå og ud mod kysten af det Japanske Hav.
- Japan træder ind i historisk tid med indførelsen af den kinesiske skrift. Samtidig modtager man bidrag fra den kinesiske civilisation med Korea som mellemstation. Den oprindelige opdeling i talrige fyrstendømmer svinder efterhånden ind til fordel for den guddommelige kejser (tennô) ca. 520.
- Ifølge traditionen ankommer bramanen Kaundiya til Funan i det sydlige Vietnam. Efter at have underkastet sig datteren af en slangekonge (nâga) ved hjælp af en magisk bue, gifter han sig med hende og bliver valgt til konge af folket. Han ændrer lovene, så de følger indiske forskrifter.
- Statsdannelsen, der kendes af de kinesiske kilder som Funan, eller Shivaismen er en statsreligion, som truer med at trænge frem mod det indre af området. Midt i det 6. århundrede bliver det dog underlagt den kinesiske vasalstat Zhen-la.
- Fra det 5. århundrede opstår der to slags politiske enheder i det indonesiske ørige: På den ene side søfarerrigerne, der handler langs kysten af Sumatra, fra nordsiden af Java, Borneo og Sulavesi, og på den anden side kongedømmer i østenden og det indre af Java, som bygger på dyrkning af ris . Disse kongedømmer får kontakt til den indiske kultur og modtager skrivekunst, kendskab til sanskrit og religionerne buddhisme og hinduisme derfra.
- Den vandrende, kinesiske buddhist, Fa Hien besøger Sundaøerne i begyndelsen af det 5. århundrede.
- 399 – 412: Den kinasiske, buddhistiske munk, Faxian, sejler gennem det indiske ocean og gennemrejser Sri Lanka og Indien i søgen efter buddhistiske skrifter.
- 401: Kumarajiva, en buddhistisk munk og oversætter af sutraer til kinesisk, ankommer til Chang'an
- 402 Toba-nomaderne besejrer det tidligt mongolske Rouranfolk.
- 420: The Jindynastiet afsluttes af kejser Liu Yu.
- Fra 420 er Kina delt i en nordlig (Nordlige Wei-dynasti) og en sydlig del (420-479: Liu Song-dynastiet og efter 479: Sydlige Qi-dynasti).

- 424 Kejser Wen Di kommer på tronen i det sydkinesiske rige. Hans regeringstid (424-453) betyder økonomisk og militær fremgang.
- 439 Det nordlige Wei dominerer Nordkina frem til 543
- 439 Kejser Toba Dao forener Nordkina.
- 449 Toba Dao iværksætter forfølgelse af buddhister i Nordkina.
- 450: Flere indskrifter på sten i det vestlige java bevidner edikter, bl.a. Tuguinskriptionen, der bekendtgør dekreter fra Purnavarman, konge af Tarumanagara, et af de første hindu-kongeriger i Java. (traditionen fortsætter indtil 669)
- 452 Efterfølgere, kejser Toba Hsün opgiver forfølgelsen af buddhisterne.
- 475 Kejser Nintokus "nøglehulsgrav" er færdig
- 477 Hærføreren Lin Yu bliver den første Songkejser i det sydlige dynasti. Buddhisme bliver statsreligion i Kina. Tronraneren Kasyapa bygger sit fæstningspalads, Sigiriya, på Sri Lanka
- 477 eller 495: Chanbuddhister grundlægger Shaolinklostret på bjerget Song i Henan, Kina.
- 478 Det første shintotempel bliver opført i Japan
- 479 Qi-dynastiet overtager magten i Sydkina
- 493 Nordlige Weis hovedstad flyttes til Luoyang
- 494 Nordkinas hovedstad flyttes til Luoyang.
- Buddhismen når til Burma og Indonesien
- Den buddhistiske, kinesiske pagode bliver skabt ud fra den centralasiatiske stupa. Forløbet kan følges via malerier i hulerne ved Yungang.

### Indien
- Guptariget eksisterer fortsat i Nordindien, men fra midten af århundredet stærkt truet af "Huna" (Hunnerne?), som presser på fra nord.
- Romafolkets første vandringer mod nord ud af Indien. De taler en dialekt af hindi.
- Râmâyanas redigering af det episke digt, som tilskrives Valmiki, og som kan føres tilbage til det 4. århundrede f.Kr.. Det beretter om Ramas eventyr, mens han søger sin forlovede, Sita, der bliver holdt fanget af det tihovedede uhyre, Ravana, som er konge af Lanka.
- 380 – 415: Chandragupta II regerer Guptariget i dets gyldne periode.
- 415 – 455: Kumaragupta, Guptakejser
- Filosoffen Bhartrihari.
- Tolkappiyam, en tamilsk afhandling om grammatik.
- 420 Kalidasas digt "Shakuntala" er færdigt
- 440 Et center for buddhistisk lærdom grundlægges ved Nalanda
- 455 – 467: Skandagupta, den sidste store Guptakejser.
- 467 Guptariget begynder at gå i opløsning under pres fra de "hvide hunner"

### Oceanien
- Polyneserne når til Tahiti, Selskabsøerne, Påskeøen og Hawaii.

### Vesteuropa
- Tidligt i det 5. århundrede – Neons dåbskapel i Ravenna bliver bygget.
- Isen når sin største udbredelse i perioden mellem 400 og 750, når man måler ud fra Fernaugletsjeren i Tyrol.
- Økonomiske og politiske tyngdepunkt i Romerriget forskydes endegyldigt mod øst efter (394).
- Vestgoterne invaderer det sydlige Gallien 410-415.
- Der bygges for første gang i Gallien en helligdom til Mariadyrkelsen ved bredden af Garonne, Den hellige Maria af Toulouse. Kirken bliver senere kaldt den gyldne, for den var dækket af mosaikker på guldbund, hvor man så scener fra det Gamle og det Nye testamente. Disse mosaikker gjorde, at den simple, tikantede bygning mindede om forbilleder i Rom, Ravenna og Mellemøsten.
- Alkymisterne begynder at søge efter de vises sten.
- Den druidiske tradition begynder at forsvinde i Gallien, presset af den gallo-romerske kultur og den kristne tro.
- Pengesystemet bryder sammen i det vestromerske rige.
- Folkevandringstiden (400-600) eller ældre jernalder i de germanske lande. Store strømme af germanske stammer skaffer sig betydelige landområder i Centraleuropa, Vesteuropa og Sydeuropa. Det er sandsynligt, at de oprindelige hjemlande var i Skandinavien, for det antydes af folkenavne som goter, vandal, sveber og burgunder.
- Skotter emigrerer fra Irland mod nordøst til Skotland, hvor de grundlægger kongeriget Dalriada (Argyll).
- 406: Det Vestromerske riges grænse bryder sammen under presset fra bølger af sveber, alaner og vandaler krydser den tilfrosne flod, Rhinen, nær ved Mainz, trænger ind i Gallien.
- 407: Konstantin III fører mange af de romerske militære enheder fra Britannien til Gallien og besætter Arles. Det betragtes almindeligvis som datoen for den romerske tilbagetrækning fra det, der nu er Storbritannien.
- Irland inddeles i syv kongeriger under en storkonge, Ard Ri.
- 431 Palladius bliver Irlands første biskop
- På et tidspunkt efter 440, slår Angler, Sakser og Jyder sig ned i Britannien. Den traditionelle historie berettter, at det var Vortigern, der indbød dem.
- 451: Hunner under Attila bliver slået af romerske og visigotiske styrker i Slaget ved Chalons (= de såkaldte "Catalauniske marker").
- 453: Attilas død. Hunnerriget deles mellem Atillas sønner.
- 470: Riothamus, walisisk/bretonsk konge, hjælper den romerske hersker i Bretagne mod Visigoterne.
- 476: Kejser Romulus Augustulus afsættes af Odoacer: den traditionelle dato for sammebruddet i det Vestromerske rige.
- 480: Julius Nepos bliver snigmyrdet i Dalmatien, han, som var den sidste de jure kejser af det Vestromerske rige.
- 481: Klodevig 1. bliver konge over de ”saliske” (vestlige) franker efter Childerik 1.s død.
- 486: Klodevig besejrer Syagrius og erobrer de sidste, frie rester af det Vestromerske rige.
- 490: (omtrentlig dato) Slaget ved Badon. Ifølge legenden besejrer britiske styrker under ledelse af Arthur en saksisk invasion.
- 491: Kong Klodevig 1. besejrer og indlemmer kongeriget Thyringen, som lå i det nuværende Tyskland.
- 494: Det nordlige Gallien bliver samlet under Klodevig 1., grundlæggeren af det merovingiske dynasti.
- 496: Slaget ved Tolbiac. Klodevig 1. undertvinger alemannerne, bliver døbt som katolik af biskoppen, Sankt Remigius af Reims (og opgiver sin arianske tro) sammen med et stort antal frankere.

### Central- og Sydeuropa
- 400 Bisperne i Rom har samme status som dem i Antiochia og Alexandria

- 402 Visigoterne bliver fordrevet fra Italien af hærføreren Stilicho, og kejserhoffet forlægges til Ravenna
- 404 Kirkefaderen Hieronymus gør "Vulgata", den normsættende, katolske bibel, færdig
- 406 Vandaler, svebere og alaner krydser Rhinen og trænger ind i Gallien
- 410: Rom bliver plyndret af visigoterne under ledelse af kong Alarik 1.. Pelagius kommenterer Paulus og afviser arvesynden.
- 411: Svebernes rige, det første selvstændige, kristne kongerige, grundlagt i den tidligere, romerske provins, Gallaecia.
- 413 Burgunderne bosættes ved Rhinen
- 414 Ataulf grundlægger det visigotiske rige omkring Narbonne (Narbo)
- 416 Digtet Carmen de providentia forfattet i Gallien.
- 436 Burgunderne lider nederlag til Roms allierede, hunnerne. De sidste romerske tropper forlader Britannien
- 440 Leo I bliver biskop af Rom og dermed den første reelle pave
- 446 Burgunderne får nyt land ved Geneve og bliver Roms allierede
- 451 Kalchedonkoncilet fordømmer monofysitismen. Romere og visigotere besejrer hunnerne ved Châlons ("de Katalauniske marker")
- 452 Attila, hunnernes konge, erobrer store dele af Europa. De angriber Padua og Verona og truer med at angribe Rom. Storbyen Aquileia bliver ødelagt af Attilas hunnerhær. Pave Leo I mødes personligt med Attila ved bredden af floden Mincio og overtaler ham til ikke at plyndre Rom.
- 454 Hunnernes germanske vasaller gør oprør. Skt. Patrick er nået til Irland
- 455 Rom bliver plyndret af vandalerne under Geiserik
- 456 Sveberne under Rechiarius bliver besejret af visigoterne
- 468 Vandalerne erobrer Sicilien
- 474 Rom anerkender vandalerriget i Nordafrika
- 475 Visigoterne får lovmæssig ret til Akvitanien og Spanien. Den vestgotiske konge, Eurik, får nedskrevet de vestgotiske love i Codex Euricianus
- 476 Afslutningen af det vestromerske rige – Odoaker afsætter den sidste kejser, Romulus Augustulus
- 480 Burgundernes rige dækker Østgallien omkring Geneve og Lyon. Benedikt af Nursia fødes (grundlagde Benediktinerordenen).
- 481 Klodevig 1. bliver frankernes konge
- 486 Klodevig erobrer størsteparten af Nordgallien
- 493 Ostrogoterne under Theoderik erobrer Italien. Odoaker afsættes, og Theoderik bliver konge af Italien
- 500 Klodevig konverterer til katolicismen.
- Vandalernes flåder dominerer det vestlige Middelhav

#### Paver i det 5. århundrede
- Pave Anastasius 1.: 399 – 401
- Pave Innocens 1.: 401 – 417
- Pave Zosimus: 417 – 418
- Pave Bonifacius 1.: 418 – 422
- Pave Celestinus 1.: 422 – 432
- Pave Sixtus 3.:432 – 440
- Leo den Store: 440 – 461
- Pave Hilarius: 461 – 468
- Pave Simplicius: 468 – 483
- Pave Felix 3.: 483 – 492
- Pave Gelasius 1.: 492 – 496
- Pave Anastasius 2.: 496 – 498
- Pave Symmachus: 498 – 514

### Skandinavien
- 400 Man begynder at bruge brakteater i Norden
- 418 Sidste vedligeholdelse af spærringen på tværs af Haderslev Fjord
- Landsbyer med navne, der slutter på -ing(e), -um, -lev og -løse, bliver bofaste (inden for lokalområdet).
- Bygning af byer og tilflugtsborge på øerne Gotland, Öland og Bornholm, muligvis som begyndelsen til en klans nye, politiske og sociale organisering af et landområde eller en bygd.
- Gravhøje ved Gammel Uppsala er muligvis de første sveer-kongers gravplads.
- Den hedenske kirkegård ved Lindholm Høje, som var i brug 400-1000 rummer i hundredvis af urnegrave, som er omkranset af bådformede stensætninger.
- Guldhornene fra Gallehus bærer den ældste længere danske runeindskrift.
- Dyreornamentik dukker op som stilart i Skandinavien. De førset runesten rejses på Gotland.
- Folkenavnene Daner og Jyder kendes fra Procopius og Beda.
- Omtrent år 500 rejses Ales sten i Skåne. Kongsgård ved Lejre.

### ØsteuropaogMellemøsten
- De vestslaviske stammer, polakker, schlesiere, pommeranere og vendere slår sig ned ved Oder, dvs. mellem Østersøen og Karpaterne. Det presser samtidig balterne mod nord. Området er rigt på jernmalm og danner en korridor for handelsvejen til Dnjestr, Kijev og Sortehavet.
- 405: Mesrop Mashtots indfører de første 36 af de 38 bogstaver i det nyskabte Armenske alfabet.
- 420 Hunnerne slår sig ned ved Tisza
- 422 Fredstraktat mellem Theodosius 2. og Bahram 5. af Sassanideriget skal sikre freden i 100 år
- 428 Nestorios af Konstantinopel sondrer mellem Jesu menneskelige og guddommelige natur. Nestorianismen bliver straks fordømt.
- 431: Det Første koncil i Efesos, det Tredje økumeniske concil fastholder titlen Theotokos eller "Guds moder", for Marie, Jesu Kristi moder. Pelagius' lære fordømmes.Udsmykning i kirken Notre-Dame de Fourvières i Lyon. Bemærk ordet ΘΕΟΤΟΧΟΣ (Theotoxos = "Guds moder"), som var det væsentligste stridspunkt på det første koncil i Efesos.
- 451: Perserne erklærer krig mod Armenerne.
- 435 Universitetet i Konstantinopel bliver grundlagt.
- 439: Vandaler erobrer Karthago ved et slag nær byen.
- 451: Kalkedonkoncilet, det fjerde, økumeniske koncil, fastslår, at Jesus Kristus er én guddommelig person med to naturer.
- 454: Slaget ved Nedao. Quader og andre germanske folk knuser hunnernes hovedstyrke og opløser hunnernes herredømme.
- Tbilisi bliver grundlagt (efter 458) af kong Vakhtang Gorgasali.
- 482 Justinian I bliver kejser i Konstantinopel.
- 482: Dette år skabes byen Kiev i det nuværende Ukraines landområde.
- 489 Nestorianerne bliver fordrevet fra Ægypten og slår sig ned i Sassanideriget
- 491 Den armenske kirke løsriver sig fra Rom og Konstantinopel

## Betydningsfulde personer
- Aegidius, Gallo-romersk krigsherre, grundlægger af Kongeriget Soissons (regeringstid: 457-464/465).
- Aelia Eudoxia, romersk kejserinde (før 385-404).
- Alarik 1., visigoternes konge, da de plyndrede Rom (ca. 370-410)
- Alarik 2., konge af visigoterne i Tolosa (det nuværende Toulouse) (regeringstid: 484-507).
- Ambrosius Aurelianus, Romano-britisk krigsleder, muligvis identisk med sagnets Kong Arthur.
- Anastasius I Dicorus, romersk kejser (regeringstid: 491-518).
- Boëthius, kristen filosof (480-524).
- Anthemius, romersk politiker, prætoriansk præfekt i øst, de facto regent (muligvis død 414). Mest husket for konstruktionen af Theosius’ mure omkring Konstantinopel.
- Anthemius, romersk kejser (c. 420-472, regeringstid: 467-472).
- Arcadius, romersk kejser (377-408, regeringstid: 383-408).
- Ariadne, romersk kejserinde (c. 450-515).
- Arvandus, romersk politiker, prætorianerpræfekt i Gallien, og påstået tronraner.
- Aspar, østromersk general og politiker (c. 400-471).
- Ataulf, visigoternes konge (regeringstid: 411-415).
- Attila, hunnernes konge (ca. 406-453)
- Augustin af Hippo, biskop, kirkefader (354-430)
- Avitus, romersk kejser (cregeringstid: 455-456).
- Baram Vildæslet (Bahram-e Goor) persisk konge (420-438) af Sassanidedynastiet
- Basiliscus, romersk kejser (regeringstid: 475-476).
- Batuo, den første abbed i Shaolinklostret.
- Benedikt af Nurcia, munk, grundlægger af den "benediktinske" klosterregel (ca. 480-547)
- Bodhidharma, munk, grundlægger af zenbuddhismen (ca. 440- ca. 528)
- Bonifacius, romersk comes og general med ansvaret for guvernementet Afrika (d. 432).
- Burdunellus, romersk tronraner (regeringstid: 496).
- Castinus, romersk patricier, general og politiker.
- Chandragupta II, guptakejser (regeringstid: 380-415)
- Constans II, romersk kejser (regeringstid: 409-411).
- Cyril af Alexandria, patriark i Alexandria, teolog
- Dioscorus, patriark i Alexandria
- Euric, visigoternes konge (regeringstid: 466-484).
- Fan Ye, kinesisk historiker.
- Faxian, kinesisk, buddhistisk munk (ca. 337-422)
- Flavius Aëtius, statholder, general, den sidste af de store generaler i Rom (ca. 390-454).
- Flavius Magnus Aurelius Cassiodorus, romersk forfatter (490-583)
- Galla Placidia, romersk kejserinde og regent (regeringstid: 423-437).
- Gelasius, biskop i Rom
- Genseric, vandalernes konge og grundlægger af vandalerriget i Nordafrika (regeringstid: 428-477).
- Gerontius, romersk general og oprører (d. 411).
- Glycerius, romersk kejser (regeringstid: 473-474).
- Goar, alanernes konge (regeringstid: 406-c. 450).
- Gratian, romersk tronraner (regeringstid: 407).
- Gunderic, vandalernes konge (regeringstid: 407-428).
- Gundobad, romersk patricier og senere konge over burgunderne (regeringstid: 473-516).
- Gunthamund, vandalernes konge, hersker over vandalerriget (regeringstid: 484-496).
- Gunther, konge over burgunderne (regeringstid: c. 407-437). Først og fremmest kendt for konflikter med det Vestromerske rige og hunnerne. Han blev husket i middelalderlige legender og ses som en mytologisk figur (Gunnar) i Vølsunga saga og i Nibelungenlied.
- Hawaiiloa, fandt og koloniserede Hawaii
- Heraclianus, romersk provinsguvernør og tronraner (regeringstid: 412-413).
- Hieronymus, kristen eneboer, præst, oversætter af biblen (til latin) og dermed af den katolske bibel, "Vulgata". Forfatter af teologiske arbejder. (347-420)
- Honorius, romersk kejser (regeringstid: 393-423).
- Huiyuan, kinesisk buddhist (334–416).
- Huneric, vandalernes konge, hersker over vandalerriget (regeringstid: 477-484).
- Hypatia af Alexandria, ægyptisk matematiker og filosof (ca. 370-415)
- Illus, byzantisk general og oprører (d. 488).
- Joannes, romersk tronraner (regeringstid: 423-425).
- Johannes Cassianus, kristen munk og teolog (ca. 360-435 eller 448).
- Johannes Chrysostomos, patriark i Konstantinopel (ca. 349-407)
- Jovinus, Gallo-romersk senator og tronraner (regeringstid: 411-413).
- Julius Nepos, romersk kejser (regeringstid: 474-480).
- Justa, byzantinsk oprører og leder af det samaritanske oprør (regeringstid: 484).
- Kālidāsa, berømt digter (på Sanskrit) 4.–5. århundrede
- K'inich Popol Hol, hersker over Copan (regeringstid: 437-455)
- K'inich Yax K'uk' Mo', hersker over Copan (regeringstid: 426-437)
- Klodevig I, frankernes konge (regeringstid: 481-511). Forenede frankerne under ét rige og blev den første katolske konge.
- Konstantin III, romersk kejser (regeringstid: 407-411).
- Konstantius III, romersk kejser (regeringstid: 421).
- Ku Ix, hersker over Copan (regeringstid: 465-476)
- Kumaragupta I, guptakejser (regeringstid: 413-455)
- Kumarajiva, (344-413), buddhistisk munk og oversætter til kinesisk.
- Kyril af Alexandria, patriark i Alexandria (ca. 376-444)
- Leo I Trakieren, romersk kejser (regeringstid: 457-474).
- Leo II, romersk kejser (regeringstid: 474).
- Leontius, byzantinsk tronraner og oprører (regeringstid: 484-488).
- Libius Severus, romersk kejser (regeringstid: 461-465).
- Longinus, byzantinsk politiker og oprører, anstifter af den isauriske krig.
- Longis of Cardala, byzantinsk politiker og oprører, medkæmper i den isauriske krig (d. 497).
- Majorian, romersk kejser (c. 420-461, regeringstid: 457-461).
- Marcian, byzantinsk tronraner (regeringstid ca. 479-484).
- Marcian, romersk kejser (regeringstid: 450-457).
- Marcus, romersk kejser og kortvarigt medkejser (regeringstid: 475-476).
- Marcus, romersk tronraner (d. 407, regeringstid: 406-407).
- Masties, romersk-berbersk hersker i Nordafrika.
- Maximus af Hispania, romersk tronraner (regeringstid: 409-411, 419-421).
- Mesrop Mashtots, armensk munk, teolog, lingvist, opfinder af det armenske alfabet og statsmand (362-440)
- Muyal Jol, hersker over Copan 485-504
- Nestorius, ærkebiskop i Konstantinopel, grundlægger af Nestorianismen (386-450).
- Niall Noigiallach, grundlægger et af Irlands største dynastier (død ca. 452)
- Odoacer, skirisk general, senere konge af Italien (regeringstid: 476-493).
- Olybrius, romersk kejser (regeringstid: 472).
- Orestes, romersk general og politiker (d. 476).
- Palladius, romersk kejser (c. 420-455, regeringstid: 455).
- Patricius, romersk kejser (reigned 470-471).
- Leo 1., biskop i Rom, pave, teolog og politiker (ca. 400-461)
- Pei Songzhi, kinesisk historiker.
- Pelagius, katolsk præst og ophavsmand til pelagianismen (ca. 360-420).
- Petronius Maximus, romersk kejser (regeringstid: 455).
- Priscus Attalus, romersk tronraner (regeringstid: 409, 414-415).
- Procopius, byzantinsk historiker (490-562)
- Pulcheria, romersk kejserinde og regent (regeringstid: 414-453).
- Rechiar, konge i Galicien (regeringstid: 448-456).
- Ricimer, vestromersk general, politiker, og hersker (c. 405-472).
- Riothamus, keltisk-britisk konge, en mulig, historisk person bag myten om Kong Arthur
- Romanus, romersk tronraner (regeringstid: 470).
- Romulus Augustulus, romersk kejser (regeringstid: 475-476, død efter 507).
- Sebastianus, romersk tronraner (regeringstid: 412-413).
- Skandragupta, guptakejser (død 467)
- Skt. Mesrob, armensk munk, skaber af det armenske alfabet (362-440)
- Skt. Patrick (Patricius), munk og missionær, omvendte irerne til Kristendommen (389-461)
- Socrates Scholasticos, byzantinsk kirkehistoriker (ca. 380- ca. 440)
- Sozomenos, kristen kirkehistoriker (ca. 400-450).
- Stilicho, romersk magister militum, de facto regent over det Vestromerske rige (c. 359-408).
- Syagrius, romersk militær kommandant og den sidste regent i Kongeriget Soissons (regeringstid: 464-486).
- Teoderik den Store, konge over ostrogoterne og Italiens regent (regeringstid: 475-526).
- Teodoric II, visigoternes konge (regeringstid: 453-466).
- Teodosius II, romersk kejser (regeringstid: 408-450).
- Tyrannius Rufinus, præst i Aquileia, eneboer, latinsk oversætter (344-411)
- Valentinian III, romersk kejser (regeringstid: 425-455).
- Verina, romersk kejserinde (død 484).
- Vortigern, krigsherre i det senromerske Britanien, husket som Briternes konge.
- Vyasa, indisk digter (o. 400)
- Xiaowen (kejser af Nordlige Wei), barbarfødt, kinesisk kejser; beskytter af den traditionelle, kinesiske kultur.
- Yazdgerd 1., sassanidisk kejser (shah) af Persien (regeringstid: 399-420).
- Zeno, østromersk kejser (regeringstid: 474-475, 476-491)
- Zu Chongzhi, kinesisk astronom og matematiker (429-500/501).

## Opfindelser, opdagelser og nybrud
- Stigbøjlen opfundet i Kina
- Den tunge plov taget i brug i de slaviske områder
- Hestesko af metal taget i brug i Gallien
- Det angelsaksiske runealfabet i brug i England
- Titalsystemet opfundet i Indien o. 500
- Hippocrates beskriver som den første svangerskabsforgiftning.

## Litterære fremstillinger
- Tegneserien Prins Valiant giver et indblik i livet under en brydningstid – dog med adskillige unøjagtigheder og anakronismer.
- Beovulf-kvadet fra det 5. århundredes angelsaksiske England er nedskrevet i det 8. århundrede.
- Sagnkredsen om nibelunger (eller vølsungerne) er først nedskrevet omkring år 1200, men den mundtlige overlevering bag teksten handler om forholdene ved Worms i det 5. århundrede.